# Det skandinaviske Selskab
Det skandinaviske Selskab i København blev dannet i september 1843 som en følge af det første nordiske studentermøde i Uppsala tidligere samme år. Selskabet havde til formål at "fremme den aandelige Forbindelse mellem de skandinaviske Folk". Selskabets formand var H.N. Clausen. Det omfattede en stor del af Danmarks intellektuelle. Selskabet virkede gennem foredrag, udgivelse af skrifter og sammenkomster for at styrke idéen om Nordens enhed. Selskabet blev opløst i 1856.